# Rancho de los Vásquez, Juchitán de Zaragoza
Rancho de los Vásquez är en ort i Mexiko.   Den ligger i kommunen Heroica Ciudad de Juchitán de Zaragoza och delstaten Oaxaca, i den sydöstra delen av landet, 600 km sydost om huvudstaden Mexico City. Rancho de los Vásquez ligger 13 meter över havet och antalet invånare är 160.
Terrängen runt Rancho de los Vásquez är platt. Havet är nära Rancho de los Vásquez åt sydost. Runt Rancho de los Vásquez är det ganska tätbefolkat, med 124 invånare per kvadratkilometer. Närmaste större samhälle är Salina Cruz, 17,6 km sydväst om Rancho de los Vásquez. Trakten runt Rancho de los Vásquez består till största delen av jordbruksmark.